# Tres romanzas para oboe y piano
Tres romanzas para oboe y piano, Op. 94 (en alemán: Drei Romanzen) es una pieza de música de cámara compuesta por Robert Schumann en diciembre de 1849 y publicada en 1851. Se trata de su única composición para oboe. Consta de tres breves piezas en forma de lied ternario y fue escrita durante lo que se especuló que pude ser uno de los episodios maníacos del compositor. La obra está dedicada a su amigo Wilhelm Joseph von Wasielewski.

## El autor
Robert Schumann (1810-1856): Compositor y crítico musical alemán, fue uno de los principales exponentes del estilo romántico, cuyas principales características eran una elaboración más dramática de la melodía y el uso de tensas progresiones armónicas. Sus aportaciones más relevantes son su música para piano solo (Carnaval Op. 9, Kinderszenen Op. 15, etc.), sus Lieder (Dichterliebe) y su música de cámara para instrumentos de viento (Adagio y allegro Op. 70, Drei Fantasiestücke Op. 73), entre la que se encuadra la obra que trata este texto: Drei Romanzen Opus 94, para oboe con acompañamiento de piano. Schumann fue emocionalmente inestable (falleció en un sanatorio mental tras un intento de suicidio), y se cree que esta obra fue escrita durante un episodio maníaco del compositor, aunque su carácter se identifica mucho más con el de un período depresivo.  
La característica más reseñable de la obra es, en lo referente al oboe, su gran exigencia física, siendo junto con el Concierto para oboe TrV 292 de Richard Strauss una de las pruebas de resistencia más duras de las que se encuentran en el repertorio para el instrumento, demandando al intérprete una gran capacidad para abordar largos pasajes con flexibilidad y dramatismo durante los quince minutos que dura la obra aproximadamente - cada movimiento ronda cinco minutos de fraseo casi ininterrumpido -. Así mismo, también presenta un gran reto tanto técnica como interpretativamente para el pianista, ya que el acompañamiento obedece a una escritura muy densa y compleja. Esto es porque Schumann tenía en mente las prodigiosas cualidades de su esposa Clara - virtuosa pianista - cuando escribía para este instrumento. 

## Historia
Drei Romanzen se traduciría al castellano como "Tres romances", aunque se ha popularizado su denominación como “Tres romanzas”. Se trata de la única obra que Schumann escribió para el oboe, si bien ya le había confiado ocho años antes un valioso solo al comienzo de su Concierto para piano Op. 54, curiosamente en la misma tonalidad que las romanzas: la menor. Son, en esencia, tres Lieder ohne Worte (canciones sin palabras) escritas para oboe y piano durante los días 7, 11 y 12 de diciembre de 1849 en Dresde, a las que el compositor denominó como su “centésimo opusculum”, y que fueron ideadas como un regalo navideño para Clara, aunque Schumann dedicó una copia de la obra a su amigo - y posteriormente primer biógrafo - el director de orquesta y violinista Wilhelm Joseph von Wasielewski, en parte a causa de que desde que se escribieron, estas piezas fueron tocadas también por violinistas. De hecho, la primera interpretación de la obra de la que se tiene constancia fue la que ofrecieron el violinista François Schubert - concertino de la Königlichen Kapelle - con la propia Clara al piano en un concierto privado en la casa de los Schumann el 27 de diciembre de 1849. 

### La influencia de las casas editoras
La obra fue probada por un oboísta - Friedrich Rougier, de la orquesta de Düsseldorf - en un ensayo cerrado con Clara al piano el 2 de noviembre de 1850, y enviada a la editorial N. Simrock el día 13 de ese mes para que procediera a su edición. Peter Joseph Simrock, en una carta fechada el 19 de noviembre de 1850, pidió permiso a Schumann para cambiar el subtítulo de la obra - escrito en la portada - que decía así: “para oboe, ad libitum violín o clarinete”, proponiéndole editar tres versiones por separado con portadas dedicadas cada una exclusivamente a un instrumento, a lo que Schumann se negó, respondiéndole el 24 de ese mismo mes en otra carta: “Si hubiera escrito originalmente esta obra para violín o clarinete, sería una pieza muy distinta. Lamento no poder cumplir con tus deseos, (…)”. Simrock mantuvo el título que mencionaba al oboe como instrumento más adecuado en la portada, aunque editó y publicó la obra en Bonn a finales de enero de 1851 con versiones alternativas para cada uno de los tres instrumentos, desoyendo la opinión de Schumann y obedeciendo a un interés comercial, pues el oboe no era un instrumento popular en aquella época, siendo mucho más rentable publicar obras para otros instrumentos que también se tocaran en el ámbito privado y no sólo en el orquestal. Tras la muerte de Schumann, su viuda realizó una edición completa de sus obras, y, dado que había interpretado las romanzas acompañando a violinistas, también incluyó una adaptación para violín en su edición, aunque omitió esta vez añadir otra para el clarinete, publicándose esta versión en 1878 por la editorial Breitkopf & Härtel. La edición mejor valorada en la actualidad es la de G. Henle Verlag. 

### Estreno en concierto
Schumann nunca vio la obra estrenada en público por ningún oboísta, pues no fue hasta 1863, siete años después de su muerte, cuando se programó en la Gewandhaus de Leipzig en dos conciertos - el 24 de enero y el 14 de febrero, respectivamente - corriendo la parte de oboe a cargo del danés Emilius Lund - oboísta de la corte de Estocolmo -, y la parte de piano a cargo del compositor Carl Reinecke.

## Estructura y análisis
La obra consta de tres movimientos: 
- I. Nicht schnell, en la menor 3
4
- II. Einfach, innig, en la mayor 4
4
- III. Nicht schnell, en la menor 4
4

Todos ellos siguen la forma de lied ternario, esto es, ABA, contando con largas codas al final de cada uno. Además, resulta muy interesante compositivamente hablando que los tres movimientos conforman una macroestructura ABA también, pues el primero y el tercero comparten carácter, tempo y tonalidad predominante, mientras que el intermedio es muy diferente al resto tanto armónicamente como en las indicaciones de tempo y expresión.

### I.Nicht schnell
La primera romanza tiene como indicación Nicht schnell, literalmente “no rápido”, o mejor traducido como moderato; siendo el compás de 3/4. Melódicamente encontramos un inicio anacrúsico que aporta mucho lirismo, en una primera sección A en la que el oboe y el piano dialogan en una dinámica piano, generalmente en torno a la tonalidad de la menor, aunque ocasionalmente flexiona a mi menor. Destaca la entrada del oboe en piano con un do sostenido grave por su dificultad técnica, tras la cual se comienza a modular a do mayor, dando paso a la sección B. Dicha sección contrasta fuertemente, estando escrita en forte, y armónicamente principalmente en do mayor, aunque en ocasiones flexiona también a mi menor. El scherzando nos marca con una creciente tensión la vuelta de nuevo a la sección A en la tercera sección, que viene seguida de una extensa coda en la que la melodía va descendiendo hasta el si grave del oboe, siento ésta la primera obra en la que el registro del oboe es expandido hasta ese extremo. Tras esta nota el oboe realiza una “cadencia escrita” que cierra el movimiento. 

### II.Einfach, innig
La segunda romanza, escrita en compás de compasillo, lleva la indicación Einfach, inning, que significa “sencillo, cordial”. Comienza en la mayor con una melodía por terceras del oboe, donde el legato y el piano que se demandan requieren de una gran flexibilidad. El oboe dialoga consigo mismo, percibiéndose cambios de color por medio de breves flexiones armónicas. Finaliza la primera sección de forma plácida con una apoyatura (recurso que se observa a lo largo de todo el movimiento), dando paso súbitamente a la segunda sección, la más dramática tanto de esta romanza en particular como de toda la obra en general. Con una indicación de Etwas lebhafter, “algo intenso”, el oboe articula grotescamente un do sostenido grave, nota de dicción muy tosca, rompiendo abruptamente la atmósfera calmada que existía hasta ese momento, y reiterando esta ruptura en el do sostenido medio y en el do sostenido sobreagudo (mediante saltos de muy difícil control) creando una gran tensión que se ve exagerada por los numerosos sforzandi, crescendi y acentos, así como por las entradas que el oboe realiza con los fa sostenido acentuados, situadas en la parte más débil del compás creándose un desfase métrico entre la melodía del oboe y el acompañamiento del piano, que adquiere una profundidad y rudeza inusitada. Toda esta tensión se rompe con una apoyatura que cadencia a fa sostenido menor, enlazando directamente con la tercera sección. Reseñable en la coda el cambio armónico que se da entre los acordes de do sostenido mayor y fa mayor, para continuar con la cadencia si, mi, la (fa es el segundo grado rebajado de mi mayor). 

### III.Nicht schnell
La última romanza recupera el espíritu de la primera, con su mismo tempo y tonalidad, aunque conservándose el compás de la segunda romanza. En la primera sección, que comienza en la nota mi (nota recurrente durante todo el movimiento), el oboe dialoga constantemente con el piano, encontrando por un lado momentos más melancólicos, y por otro lado momentos más lúdicos, en los que el salto descendente de octava en staccato presenta cierta dificultad técnica. El primer momento lúdico gira en torno a do mayor, mientras que el segundo se mantiene en la menor. El piano es quien introduce la segunda sección - dando un oportuno descanso al oboísta, que ya ha invertido mucha energía a estas alturas de la obra -, con una risueña melodía en do mayor que luego es cantada por el oboe, con una entrada de un do grave en piano que requiere de gran habilidad. Igualmente el piano introduce una nueva frase en la que el uso de tresillos otorga un carácter más sugerente, y la armonía es coloreada mediante la introducción del si bemol. El oboe realiza la nueva frase tras el piano, girando en torno a la nota mi, hasta que comienza la última sección. En la coda, el si bemol hace de nuevo su aparición, construyéndose un acorde de sexta napolitana que da paso a un tranquilo final en el que el oboe realiza un pedal sobre la nota mi, finalizando la pieza en la mayor. 

## Influencia
Schumann utiliza numerosos recursos de armonía, dinámica, interválica, métrica, etc., así como el uso del piano de forma muy inteligente para conseguir un amplio abanico de sensaciones a lo largo de toda la obra. Lleva hasta el límite, dentro del estilo romántico, las cualidades expresivas del oboe, habiendo creado una pieza para el oboe en la que se explota el fraseo de una forma que nunca se había hecho antes. Es por ello que esta obra ha conseguido un puesto de honor dentro del repertorio del oboe desde prácticamente el día de su publicación, siendo habitualmente encontrada en recitales, concursos, pruebas de acceso a centros de enseñanza, o en las propias programaciones de dichos centros. Además, es de los rarísimos ejemplos de música romántica para oboe fuera del repertorio orquestal, lo que le otorga un valor añadido. 

## Grabaciones
Para disfrutar de esta obra son recomendables las grabaciones que notables oboístas han realizado de ella como puedan ser la de François Leleux acompañado por Eric Le Sage para la discográfica Alpha, la de Ramón Ortega Quero acompañado por Kateryna Titova para la discográfica Genuin, o la de Albrecht Mayer acompañado por Markus Becker para la discográfica DECCA. 